# 全日本そっくりショー
『全日本そっくりショー』（ぜんにほんそっくりショー）は、1985年4月17日から同年6月26日までテレビ東京系列局で放送されていたテレビ東京製作の視聴者参加型のものまねバラエティ番組である。全11回。放送時間は毎週水曜 19:00 - 19:54 （日本標準時）。

## 概要
容姿が有名人とよく似ているいわゆるそっくりさんたちが登場し、彼らの顔や歌がどれだけ本人とそっくりなのかを競いあっていた番組。『ザ・そっくりショー』の終了から3年ぶりにテレビ東京で放送されたものまね番組で、同局製作のものまね番組では初の1時間番組となった。

## 司会
- 山田邦子 - 番組の終了後も引き続き同局のものまね特番『全日本そっくり大賞』で司会を担当。
- 西川のりお